# Delirium (album)
Delirium is het derde studioalbum van de Britse zangeres Ellie Goulding. Het was uitgegeven door Polydor Records op 6 november 2015. Muziekcritici was over het algemeen positief over het album, hoewel ze wel tweeslachtig waren over de originaliteit. Delirium haalde de derde plaats in de Engelse albumlijsten. Het album heeft tot nu toe drie singles uitgebracht: "On My Mind", "Army" en "Something in the Way You Move".

## Achtergrondinformatie
Volgens Goulding zou het album meer pop georiënteerd worden dan haar voorgaande albums.

## Singles
"On My Mind" kwam uit als de leadsingle van het album op 17 september 2015. De single ontving over het algemeen positieve beoordelingen en deed het commercieel ook goed. Het haalde een plek binnen de top-tien in Australië, Canada, Engeland en Nieuw-Zeeland. In de Verenigde Staten bereikte "On My Mind" de dertiende plek in de Billboard Hot 100.
De single "Army" kwam uit op 9 januari 2016 als de tweede single van het album.
De derde single van het album "Something in the Way You Move" kwam tien dagen later na "Army" uit in de Verenigde Staten.

## Tracklijst
Delirium - Standaard editie
| Nr.                  | Titel                           | Schrijver(s)                                                                 | Producent(en)                                | Duur |
| -------------------- | ------------------------------- | ---------------------------------------------------------------------------- | -------------------------------------------- | ---- |
| 1.                   | "Intro (Delirium)"              | Ellie Goulding, Joe Kearns, Chris Ketley                                     | Kearns, Ketley                               | 1:54 |
| 2.                   | "Aftertaste"                    | Goulding, Greg Kurstin                                                       | Kurstin                                      | 3:46 |
| 3.                   | "Something in the Way You Move" | Goulding, Kurstin                                                            | Kurstin                                      | 3:47 |
| 4.                   | "Keep On Dancin'"               | Goulding, Ryan Tedder, Nicole Morier, Noel Zancanella                        | Tedder, Zancanella, Anders Kjær, Synthomania | 3:46 |
| 5.                   | "On My Mind"                    | Goulding, Max Martin, Savan Kotecha, Ilya Salmanzadeh                        | Martin, Ilya                                 | 3:33 |
| 6.                   | "Around U"                      | Goulding, Fred Gibson, Tristan Landymore, Joe Janiak                         | Kurstin, Fred, Kearns                        | 3:17 |
| 7.                   | "Codes"                         | Goulding, Martin, Kotecha, Salmanzadeh                                       | Ilya                                         | 3:16 |
| 8.                   | "Holding On for Life"           | Kurstin, Goulding, Maureen "Mozella" McDonald                                | Kurstin                                      | 4:15 |
| 9.                   | "Love Me like You Do"           | Martin, Kotecha, Salmanzadeh, Ali Payami, Tove Nilsson                       | Martin, Payami                               | 4:12 |
| 10.                  | "Don't Need Nobody"             | Goulding, Kotecha, Peter Svensson, Ludvig Söderberg, Jakob Jerlström, Martin | Svensson, The Struts                         | 3:33 |
| 11.                  | "Don't Panic"                   | Goulding, Kurstin, McDonald                                                  | Kurstin                                      | 3:16 |
| 12.                  | "We Can't Move to This"         | Goulding, Fred Gibson, Alex Gibson, Kurstin, McDonald                        | F. Gibson, Kurstin                           | 3:28 |
| 13.                  | "Army"                          | Goulding, Martin, Kotecha, Payami                                            | Martin, Payami                               | 3:57 |
| 14.                  | "Lost and Found"                | Goulding, Carl Falk, Martin, Laleh Pourkarim, Joakim Berg                    | Falk, Martin, Kristian Lundin                | 3:36 |
| 15.                  | "Devotion"                      | Goulding, Klas Åhlund, Payami, Stephen Wrabel                                | Åhlund, Payami                               | 3:46 |
| 16.                  | "Scream It Out"                 | Goulding, Jim Eliot                                                          | Kurstin, Eliot, Kearns                       | 3:09 |
| Totale lengte: 56:31 |                                 |                                                                              |                                              |      |

Delirium - Deluxe editie
| Nr.                  | Titel              | Schrijver(s)                         | Producent(en)           | Duur |
| -------------------- | ------------------ | ------------------------------------ | ----------------------- | ---- |
| 17.                  | "The Greatest"     | Joel Little, Goulding                | Little                  | 3:31 |
| 18.                  | "I Do What I Love" | Goulding, Pourkarim                  | Pourkarim               | 2:51 |
| 19.                  | "Paradise"         | Goulding, Little                     | Kurstin, Little         | 3:44 |
| 20.                  | "Winner"           | Goulding, Pourkarim                  | Pourkarim, Gustaf Thörn | 3:20 |
| 21.                  | "Heal"             | Goulding, Guy Lawrence, James Napier | Lawrence, Nappes        | 4:52 |
| 22.                  | "Outside"          | Calvin Harris, Goulding              | Harris                  | 3:47 |
| Totale lengte: 78:36 |                    |                                      |                         |      |